# Diekhusen-Fahrstedt
Diekhusen-Fahrstedt è un comune di 747 abitanti dello Schleswig-Holstein, in Germania.
Appartiene al circondario (Kreis) del Dithmarschen (targa HEI) ed è parte della comunità amministrativa (Amt) di Marne-Nordsee.